# Cyganka (województwo pomorskie)
Cyganka – osada w Polsce położona w województwie pomorskim, w powiecie nowodworskim, w gminie Nowy Dwór Gdański na obszarze Żuław Wiślanych przy drodze wojewódzkiej nr 502. Wieś wchodzi w skład sołectwa Żelichowo. Miejscowość leży na szlaku Żuławskiej Kolei Dojazdowej.
W latach 1975–1998 miejscowość administracyjnie należała do województwa elbląskiego.
Inne miejscowości o nazwie Cyganka: Cyganka, Cyganek